# Melocanna
Melocanna là một chi thực vật có hoa trong họ Hòa thảo (Poaceae).

## Loài
Chi Melocanna gồm các loài: